# Weihwasserbecken (Saint-Genès-de-Fronsac)

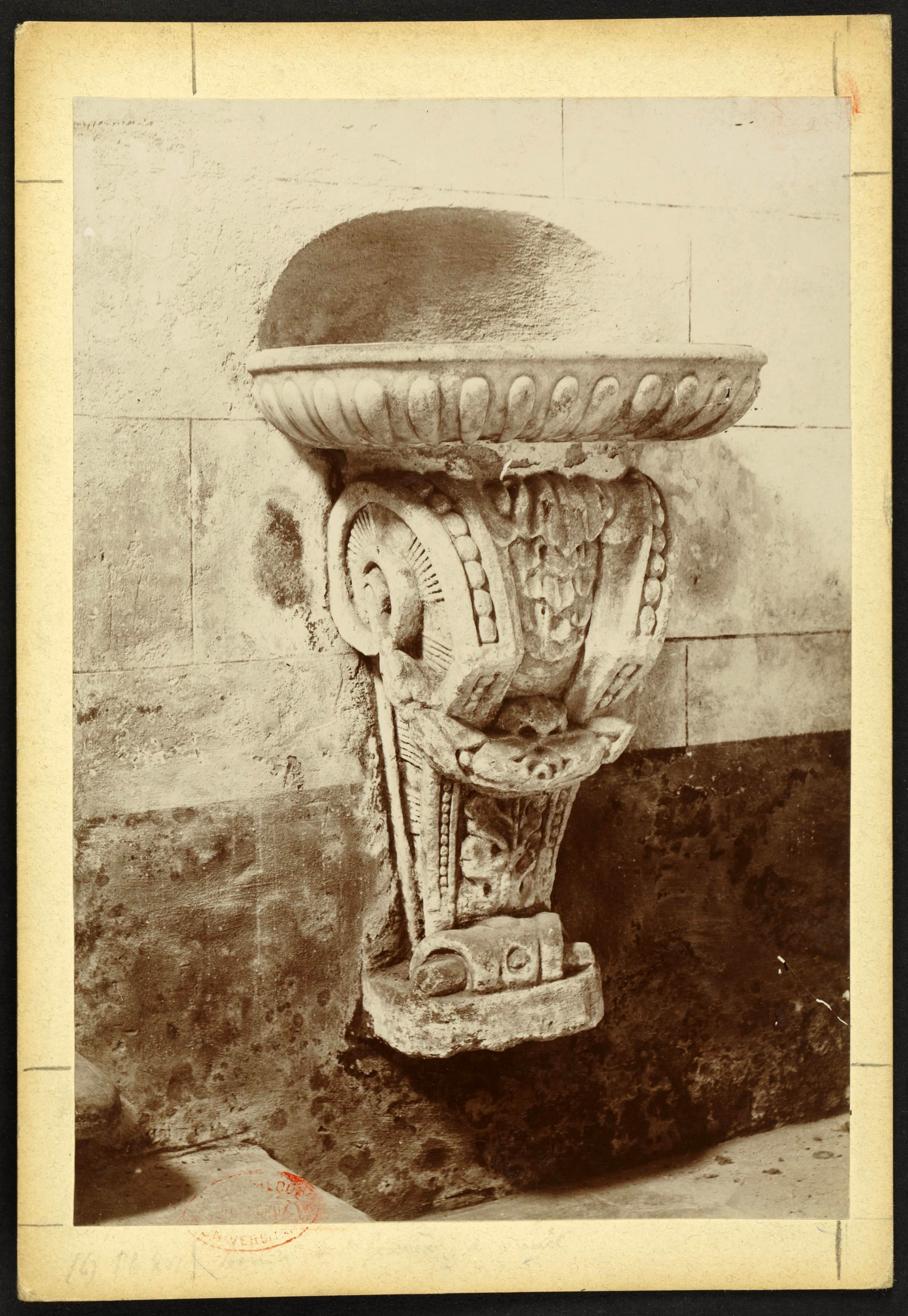
Weihwasserbecken in Saint-Genès-de-Fronsac (Foto von Jean-Auguste Brutails, um 1900)

Das Weihwasserbecken in der Kirche St-Genès in Saint-Genès-de-Fronsac, einer französischen Gemeinde im Département Gironde der Region Nouvelle-Aquitaine, wurde 1774 geschaffen. Im Jahr 1906 wurde das barocke Weihwasserbecken als Monument historique in die Liste der denkmalgeschützten Objekte (Base Palissy) in Frankreich aufgenommen.
Das godronierte Weihwasserbecken aus Stein steht auf einer Konsole, die mit Blattwerk und einer Girlande geschmückt ist.